# トラヴェリング・マイルス
『トラヴェリング・マイルス』（Traveling Miles）は、アメリカ合衆国のジャズ・ボーカリスト、カサンドラ・ウィルソンが1999年に発表したスタジオ・アルバム。4曲はウィルソンのオリジナル新曲で、その他の曲はマイルス・デイヴィスのレパートリーを取り上げたものである。

## 反響
アメリカでは総合チャートのBillboard 200で158位に達し、『ビルボード』のジャズ・アルバム・チャートでは1位を獲得し、ヒートシーカーズでは5位となった。
本作はヨーロッパで成功を収めた。ノルウェーのアルバム・チャートでは自己最高の24位を記録。ドイツのアルバム・チャートでは38位に達し、自身初のトップ50入りを果たした。日本では2週オリコンチャート入りを果たし、最高62位に達した。

## 収録曲
1. ラン・ザ・ヴードゥー・ダウン - "Run the Voodoo Down" (Miles Davis, Cassandra Wilson) - 4:35
  - アルバム『ビッチェズ・ブリュー』より。ウィルソンが歌詞を追加した。
2. トラヴェリング・マイルス - "Traveling Miles" (C. Wilson) - 4:52
  - オリジナル曲。
3. ライト・ヒア・ライト・ナウ - "Right Here Right Now" (Marvin Sewell, C. Wilson) - 5:57
  - オリジナル曲。
4. タイム・アフター・タイム - "Time After Time" (Cyndi Lauper, Rob Hyman) - 4:06
  - アルバム『ユア・アンダー・アレスト』より。原曲はシンディ・ローパー。
5. ホエン・ザ・サン・ゴーズ・ダウン - "When The Sun Goes Down" (C. Wilson) - 6:04
  - オリジナル曲。
6. セヴン・ステップス - "Seven Steps" (Victor Feldman, M. Davis, C. Wilson) - 6:44
  - アルバム『セヴン・ステップス・トゥ・ヘヴン』より。ウィルソンが歌詞を追加した。
7. いつか王子様が - "Someday My Prince Will Come" (Frank Churchill, Larry Morey) - 3:50
  - アルバム『サムデイ・マイ・プリンス・ウィル・カム』より。原曲はアニメ映画『白雪姫』挿入歌。
8. ネヴァー・ブロークン - "Never Broken" (Wayne Shorter, C. Wilson) - 5:13
  - アルバム『ESP』の表題曲が原曲で、ウィルソンが追加した歌詞に合わせてタイトルが変更された[8]。
9. レザレクション・ブルース - "Resurrection Blues" (Marcus Miller, C. Wilson) - 6:11
  - アルバム『TUTU』の表題曲が原曲で[8]、ウィルソンが歌詞を追加した。
10. スカイ・アンド・シー - "Sky & Sea" (M. Davis, C. Wilson) - 5:24
  - アルバム『カインド・オブ・ブルー』からの曲「ブルー・イン・グリーン」が原曲で[8]、ウィルソンが歌詞を追加した。
11. パイパー - "Piper" (C. Wilson) - 5:01
  - アルバム『スケッチ・オブ・スペイン』からの曲「ザ・パン・パイパー」に捧げられたオリジナル曲[8]。
12. ヴードゥー・リプライズ - "Voodoo Reprise" (M. Davis, C. Wilson, Angélique Kidjo) - 4:15
  - アンジェリーク・キジョーをフィーチャーした、「ラン・ザ・ヴードゥー・ダウン」の別ヴァージョン。

### 日本盤ボーナス・トラック
1. プランシング - "Prancing" (M. Davis, C. Wilson) - 6:24

## 他メディアでの使用例
本作に収録された「タイム・アフター・タイム」は、映画『ブラウン・シュガー』のサウンドトラックで使用された。

## 参加ミュージシャン
- カサンドラ・ウィルソン - ボーカル、アコースティック・ギター
- マーヴィン・スーウェル - エレクトリックギター(on 1. 5. 9. 12.)、クラシック・ギター(on 2. 8. 11.)、アコースティック・ギター(on 3. 4. 5. 7. 8.)、ブズーキ(on 11.)
- ケヴィン・ブレイト - エレクトリックギター(on 1. 4. 12.)、ブズーキ(on 4.)、エレクトリック・マンドリン(on 7. 10.)、マンドロンチェロ(on 8.)、レゾフォニック・ギター(on 8.)、アコースティック・ギター(on 10.)
- ダグ・ワンブル - アコースティック・ギター(on 2. 3. 9.)
- パット・メセニー - クラシック・ギター(on 10.)
- エリック・ルイス - ピアノ(on 1. 6. 10. 12.)
- デイヴ・ホランド - ベース(on 1. 10. 12.)
- ロニー・プラキシコ - ベース(on 2. 3. 4. 5. 6. 7. 8. 9.)
- マーカス・ベイラー - ドラムス(on 1. 6. 7. 12.)、パーカッション(on 6.)
- ペリー・ウィルソン - ドラムス(on 2. 3. 9.)
- ジェフリー・ヘインズ - パーカッション(on 1. 3. 4. 5. 7. 8. 10. 12.)
- ミノ・シネル - パーカッション(on 2.)
- オル・ダラ - コルネット(on 1. 12.)
- スティーヴ・コールマン - アルト・サクソフォーン(on 2.)
- セシリア・スミス - マリンバ(on 3. 9.)
- ヴィンセント・ヘンリー - ハーモニカ(on 5.)
- レジーナ・カーター - ヴァイオリン(on 6. 7. 8.)
- ステフォン・ハリス - ヴィブラフォン(on 6. 8.)
- アンジェリーク・キジョー - ボーカル(on 12.)